# Alfredo Keil
Alfredo Cristiano Keil (Lisboa, 3 de julho de 1850 – Hamburgo, 4 de outubro de 1907) foi um compositor, pintor, poeta, arqueólogo e coleccionador de arte português. Keil é conhecido como o compositor do hino nacional português (A Portuguesa).

## Vida e obra
Alfredo Cristiano Keil era filho do alfaiate Hans-Christian Keil (mais tarde João Cristiano Keil) e da alsaciana Maria Josefina Stellflug, ambos de origem alemã e radicados em Portugal. A sua educação básica deu-se igualmente na Alemanha, berço do romantismo. Esta foi, talvez, uma das razões pelas quais o artista seguia a reboque das novas tendências, já estabelecidas na Europa.
Estudou desenho e música em Nuremberga, numa academia dirigida pelo pintor Wilhelm von Kaulbach e August von Kreling. Em 1870, devido à guerra Franco-Prussiana, regressa a Portugal. Em 1890, o ultimato inglês a Portugal ofereceu a Alfredo Keil a inspiração para a composição do canto patriótico "A Portuguesa", com versos de Henrique Lopes de Mendonça. A cantiga tornou-se popular em todo o país e seria mais tarde feita hino nacional de Portugal — A Portuguesa.
Fez parte da Maçonaria, sendo iniciado em 1893 na Loja Gomes Freire do Grande Oriente Lusitano Unido com o nome simbólico de Meyerbeer.

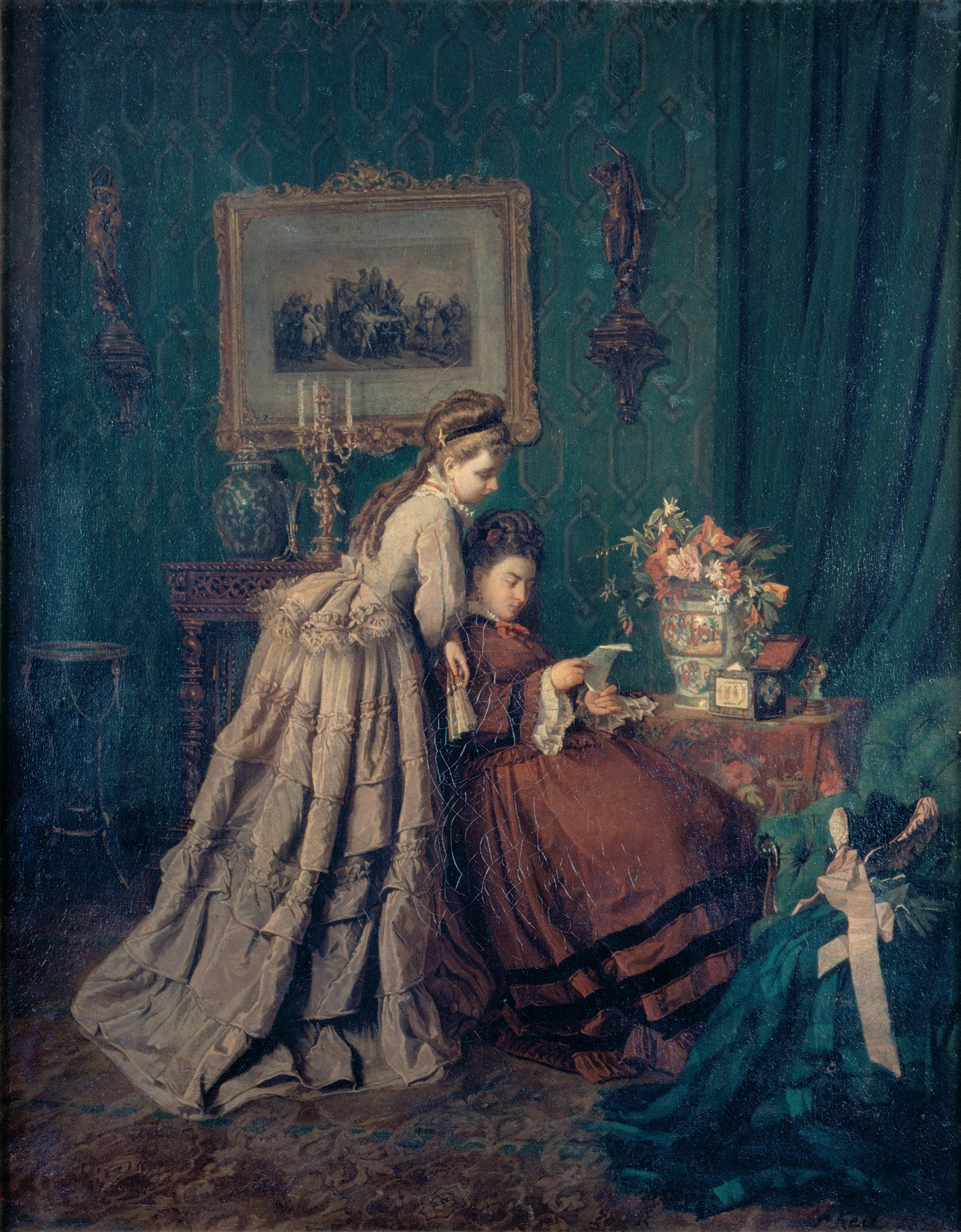
Leitura de uma carta (1874), no Museu do Chiado.

Pintor do romantismo, numa época em que a arte mundial ia em direcção do realismo. Músico e compositor lírico, escritor e poeta, Keil não era um pintor de tempo integral, embora também não fosse um artista de fins-de-semana, pois pintava regularmente e deixou centenas de quadros com impressão fina e delicada, de excelente qualidade.
Em Portugal, sua presença como pintor foi ofuscada pelo brilhantismo com que se destacou na música e na poesia. Foi na música, sobretudo, que ele obteve seu maior sucesso, havendo composto o hino pátrio A Portuguesa. Sua mais conhecida composição, todavia, foi a Marcha Fúnebre. E, entre os livros que publicou, destaca-se «Tojos e Rosmaninhos». purl.pt (poesias, 1908), obra tríplice inspirada nas lendas e tradições de Ferreira do Zêzere, concelho no qual, a partir da famosa Estalagem dos Vales (uma espécie de Barbizon Portuguesa), Keil, José Campas, José Ferreira Chaves, Teixeira Lopes, Taborda (actor), António Saúde, Simões de Almeida, o próprio rei D.Carlos I e muitos outros artistas do final do século XIX frequentavam esta paragem.
O artista morreu em Hamburgo (Alemanha) em 4 de outubro de 1907.

### Como pintor
Era um pintor de paisagens, mas também de interiores requintados, como o quadro Leitura de uma Carta, trazido a público em 1874 e recebido com entusiasmo, tanto pela aristocracia ainda dominante, como pelos burgueses endinheirados, a quem a arte singela do romantismo sensibilizava mais fortemente.
O seu trabalho encontrou e conquistou um apreciável segmento do mercado. Em 1890, realizou uma exposição individual em Lisboa, bastante concorrida, na qual expôs cerca de trezentos quadros. Foi a consagração em seu país, após o reconhecimento que lhe fora dado por outros países.
Em 1878, inscreveu-se na Exposição Internacional de Paris; em 1879, esteve no Brasil, expondo no Salão Nacional de Bellas-Artes, onde conquistou medalha de ouro; em 1886, participou da Exposição de Madrid, recebendo a Condecoração da Ordem de Carlos III de Espanha.

### Como compositor
Como compositor, ganharam destaque as óperas Donna Bianca (1888), Irene (1893) e Serrana (1899), esta considerada até então a melhor ópera portuguesa.
Alfredo compôs a música de A Portuguesa, o hino nacional, em 1891, com letra do poeta e dramaturgo Henrique Lopes de Mendonça, aprovada em 1911, após a proclamação da República no ano anterior. Ironicamente, ele tinha morrido exatamente três anos antes do primeiro dia da Revolução.

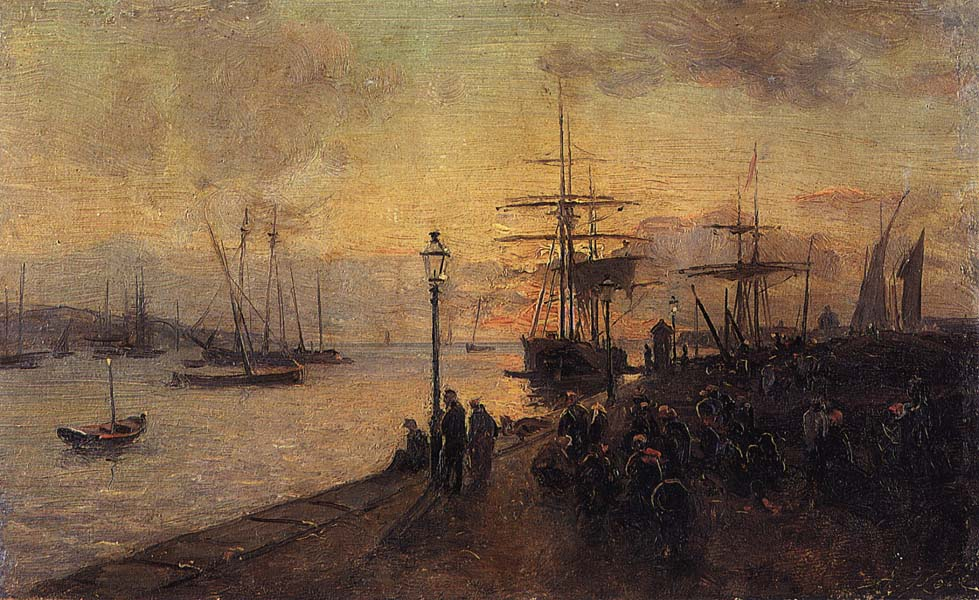
No Cais do Tejo (1881), no Museu do Chiado

Encontra-se colaboração da sua autoria na revista Serões  (1901-1911).

### Como escritor
Keil interessa-se também pelo coleccionismo, arqueologia, etnografia e pela actividade literária. Publica Breve notícia dos instrumentos de Música antigos e modernos da Colecção Keil (em 1904), Colecções e Museus de Arte em Portugal (em 1905) e Tojos e Rosmaninhos, uma colectânea de poesias ilustrada pelo artista (em 1908).

## Família
Casou-se com Cleyde Maria Margarida Cinatti, filha de pais italianos, Giuseppe Luigi Cinatti (filho de Luigi Cinatti e esposa Maria Nicolina …) e esposa Margherita Rivolto (filha de Giacomo Rivolto e esposa Margherita Sertorio) e teve quatro filhos (Joana, Guida, Luís e Paulo):
- Joana Maria Francisca Cinatti Keil
- Guida Maria Josefina Cinatti Keil, casou primeiro com Jaime Raul de Brito Carvalho da Silva, têm dois filhos, e casou segunda vez como Francisco do Amaral Reis, 1.º Visconde de Pedralva (Canas de Senhorim, Nelas, 31 de agosto de 1873 – Coimbra, 5 de abril de 1938), 100.º governador de Angola entre 1920 e 1921, filho de José Caetano dos Reis e esposa Lucrécia Coelho do Amaral, e teve apenas um filho, o arquitecto Francisco Keil do Amaral:

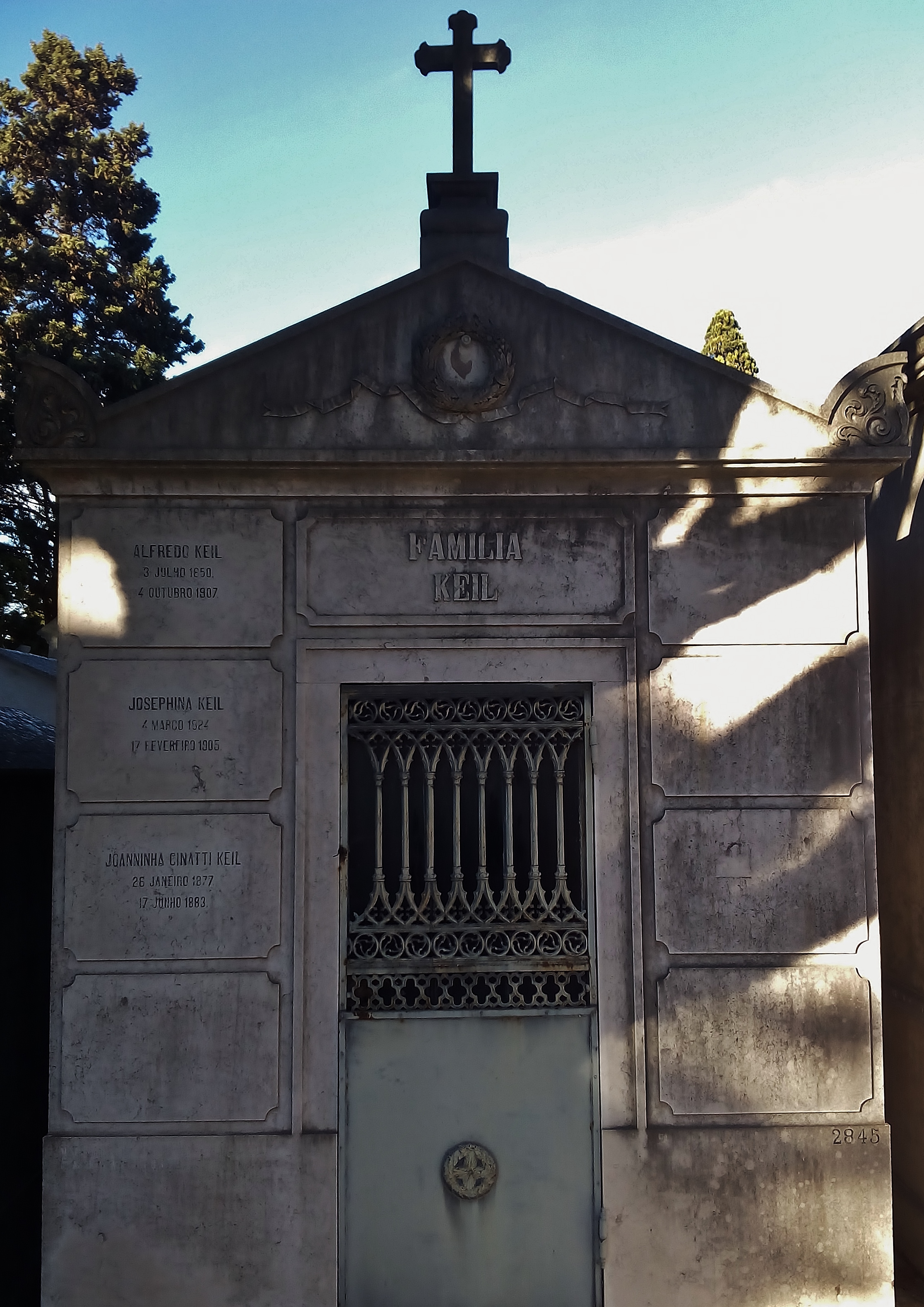
Jazigo da família Keil, no Cemitério dos Prazeres, onde se encontra sepultado Alfredo Keil.

- - Maria Sara Keil Carvalho da Silva
  - Eduardo Alfredo Keil Carvalho da Silva, casou com Dolores dos Santos Mendes, de quem tem três filhos: 
    - Eduardo Artur Mendes Keil Carvalho da Silva
      -  Bárbara Queiroz Soares Carvalho da Silva 

    - Guida Maria Mendes Keil Carvalho da Silva, teve três filhos naturais, um de Morais Marques e dois de Teixeira: 
      - Inês Raquel Carvalho da Silva Morais Marques
      - Tito Carvalho da Silva Teixeira
      - Erica Carvalho da Silva Teixeira

    - Carlos Eduardo Mendes Keil Carvalho da Silva

  - Francisco Keil do Amaral
- Luís Cristiano Cinatti Keil (1881–1947)
- Paulo Henrique Cinatti Keil